# 10969 Perryman
10969 Perryman là một tiểu hành tinh vành đai chính với chu kỳ quỹ đạo là 1709.3164871 ngày (4.68 năm).